# 6446 Lomberg
6446 Lomberg este un asteroid care intersectează orbita planetei Marte.

## Descriere
6446 Lomberg este un asteroid care intersectează orbita planetei Marte. Asteroidul prezintă o orbită caracterizată de o semiaxă mare de 2,32 ua, o excentricitate de 0,29 și o înclinație de 23,6° în raport cu ecliptica.